# 616 TCN
616 TCN là một năm trong lịch La Mã.